# Régis Augusto Salmazzo
Régis Augusto Salmazzo, mais conhecido apenas como Régis (Jales, 30 de novembro de 1992), é um futebolista brasileiro que atua como meia-atacante e ponta-esquerda. Joga pelo Remo.

## Biografia
Régis iniciou sua carreira nas categorias de base do São Paulo, mas nunca chegou a atuar em jogos oficiais pelo time profissional do Tricolor Paulista.
No dia 17 de janeiro de 2013, Régis foi emprestado ao Paulista para disputa do Paulistão 2013, já que o até então técnico Ney Franco não iria utilizar o jogador. No Campeonato, atuou em 6 partidas.
No dia 27 de setembro de 2013, Régis acertou sua transferência por empréstimo para o América-RN. Estreou em outubro, na vitória de 4x1 sobre o Paraná, quando marcou seu primeiro gol como profissional e ainda protagonizou uma assistência para o volante Márcio Passos. Atuou pelo clube até o fim da Série B de 2013.
Depois da sua boa passagem pelo América-RN, teve seus direitos econômicos comprado por um grupo de investidores administrado pelo ex-presidente do Internacional, Fernando Carvalho. No contrato, constava a ida do jogador para a Chapecoense, em seguida, após meia temporada, iria para Portugal para atuar pelo Porto. Em 27 de janeiro de 2014 foi repassado para a Chape, onde foi o destaque da equipe na campanha do Campeonato Catarinense daquele ano.

### Sport
Em 2 de julho de 2014, indicado pelo técnico Eduardo Baptista, o Sport comprou, pelo pelo valor de 2,5 milhões de reais, 45% dos seus direitos federativos ligados ao grupo de investimento Fernando Carvalho Invest. O jogador assinou contrato de 4 anos com a equipe pernambucana.

### Palmeiras
Sendo um dos destaques do Sport na disputa do Campeonato Brasileiro de 2015, aos 23 anos, em 18 de dezembro de 2015, Régis assinou um contrato de empréstimo junto ao Palmeiras pelo período de um ano, com a opção de compra ao término por uma taxa já fixada, mas com valores não revelados. Após a contratação, jogou 3 partidas e se lesionou e desde então não jogou mais pelo clube.

### Bahia
Sem espaço no Palmeiras, em junho de 2016, Régis teve o empréstimo repassado, até o final de 2017, para o Bahia.
Régis fez uma Série B com muita importância e brilho pelo Bahia, e começou o ano de 2017 com grande destaque. Tirou a vaga de Renato Cajá, e assumindo o protagonismo no elenco, o meia começou a temporada como um grande maestro, criando jogadas rápidas e precisas. Teve muito destaque na Copa do Nordeste, sendo o principal jogador da competição, onde sagrou-se campeão e artilheiro, com 6 gols. Em 2018 fez um bom Campeonato Brasileiro, suficiente para cair nas graças da torcida tricolor e ser comprado em definitivo pelo Bahia.
No início de 2018, Régis conquistou feitos importantes pelo clube, como o titulo do Campeonato Baiano e também a marca de 100 jogos com a camisa tricolor. O meia conseguiu se destacar pelo seu futebol que incendiavam os jogos durante o segundo tempo, sempre sendo participativo e decisivo para equipe.   

### Al Wehda
No dia 4 de setembro de 2018, o jogador foi emprestado por R$ 2,1 milhões ao Al Wehda, clube que na época era comandado pelo técnico brasileiro Fábio Carille.

### Corinthians
No dia 1 de março de 2019, a pedido de Fábio Carille, Régis foi anunciado como novo reforço do Corinthians, por empréstimo de uma temporada. Estreou em 11 de maio, no empate com o Grêmio em 0 a 0, em partida válida pelo Campeonato Brasileiro de 2019.

### Cruzeiro
Em meados de abril de 2020, durante a parada do futebol devido a pandemia de Covid-19, o Cruzeiro anunciou a sua contratação, chegando por empréstimo do Bahia e recebendo a histórica camisa 10.
Estreou na partida contra a URT na volta do Campeonato Mineiro e na partida seguinte, contra a Caldense no Ronaldão marcou seu primeiro gol.
Teve um inicio avassalador pela equipe mineira, voltando a marcar e sendo decisivo na vitória sobre o Guarani no Brinco de Ouro da Princesa pela 2ª Rodada da Série B. Rodadas depois perdeu um pênalti, que rendeu ao Cruzeiro o empate por 1-1 contra o Confiança em Aracaju. Foi às redes novamente em 11 de setembro, quando entrou em meados do segundo tempo e marcou o gol do triunfo celeste por 1-0 sobre o Vitória no Mineirão, jogo que marcou a estreia do técnico Ney Franco. Novamente titular, foi destaque da equipe na 12ª rodada, inclusive compondo a seleção da rodada na série B.
Teve bons momentos nos primeiros meses, mas perdeu espaço e terminou a temporada como reserva sob o comando de Luiz Felipe Scolari. Com a camisa 10 do Cruzeiro, Régis marcou três gols e fez quatro assistências.

### Guarani
Em março de 2021, foi contratado pelo Guarani.  O início foi discreto, mas depois se firmou como uma das estrelas da equipe e marcou nove gols, além das onze assistências, em 36 jogos.

### Coritiba
Para a temporada 2022, acertou com o Coritiba.

### Retorno ao Guarani
Em 11 de abril de 2023, o jogador acertou seu retorno ao Guarani.

## Estatísticas
Atualizado até 19 de julho de 2018.

### Clubes
| Clube            | Temporada | Campeonato nacional | Campeonato nacional | Campeonato nacional | Copa nacional[a] | Copa nacional[a] | Copa nacional[a] | Competições continentais[b] | Competições continentais[b] | Competições continentais[b] | Outros torneios[c] | Outros torneios[c] | Outros torneios[c] | Total | Total | Total   |
| Clube            | Temporada | Jogos               | Gols                | Assist.             | Jogos            | Gols             | Assist.          | Jogos                       | Gols                        | Assist.                     | Jogos              | Gols               | Assist.            | Jogos | Gols  | Assist. |
| ---------------- | --------- | ------------------- | ------------------- | ------------------- | ---------------- | ---------------- | ---------------- | --------------------------- | --------------------------- | --------------------------- | ------------------ | ------------------ | ------------------ | ----- | ----- | ------- |
| Paulista         | 2013      | —                   | —                   | —                   | —                | —                | —                | —                           | —                           | —                           | 6                  | 0                  | 0                  | 6     | 0     | 0       |
| Paulista         | Total     | 0                   | 0                   | 0                   | 0                | 0                | 0                | 0                           | 0                           | 0                           | 6                  | 0                  | 0                  | 6     | 0     | 0       |
| São Paulo        | 2013      | —                   | —                   | —                   | —                | —                | —                | —                           | —                           | —                           | 1                  | 0                  | 0                  | 1     | 0     | 0       |
| São Paulo        | Total     | 0                   | 0                   | 0                   | 0                | 0                | 0                | 0                           | 0                           | 0                           | 1                  | 0                  | 0                  | 1     | 0     | 0       |
| America de Natal | 2013      | 10                  | 5                   | 1                   | —                | —                | —                | —                           | —                           | —                           | —                  | —                  | —                  | 10    | 5     | 1       |
| America de Natal | Total     | 10                  | 5                   | 1                   | 0                | 0                | 0                | 0                           | 0                           | 0                           | 0                  | 0                  | 0                  | 10    | 5     | 1       |
| Chapecoense      | 2014      | 5                   | 0                   | 1                   | 1                | 0                | 0                | —                           | —                           | —                           | 9                  | 8                  | 0                  | 15    | 8     | 1       |
| Chapecoense      | Total     | 5                   | 0                   | 1                   | 1                | 0                | 0                | 0                           | 0                           | 0                           | 9                  | 8                  | 0                  | 15    | 8     | 1       |
| Sport            | 2014      | 6                   | 1                   | 1                   | —                | —                | —                | 0                           | 0                           | 0                           | —                  | —                  | —                  | 6     | 1     | 1       |
| Sport            | 2015      | 26                  | 3                   | 2                   | 6                | 3                | 2                | 3                           | 0                           | 0                           | 22                 | 2                  | 0                  | 57    | 8     | 4       |
| Sport            | Total     | 32                  | 4                   | 3                   | 6                | 3                | 2                | 3                           | 0                           | 0                           | 22                 | 2                  | 0                  | 63    | 9     | 5       |
| Palmeiras        | 2016      | 0                   | 0                   | 0                   | 0                | 0                | 0                | 0                           | 0                           | 0                           | 4                  | 0                  | 2                  | 4     | 0     | 2       |
| Palmeiras        | Total     | 0                   | 0                   | 0                   | 0                | 0                | 0                | 0                           | 0                           | 0                           | 4                  | 0                  | 2                  | 4     | 0     | 2       |
| Bahia            | 2016      | 26                  | 4                   | 3                   | 0                | 0                | 0                | —                           | —                           | —                           | —                  | —                  | —                  | 26    | 4     | 3       |
| Bahia            | 2017      | 29                  | 4                   | 5                   | 2                | 1                | 0                | 0                           | 0                           | 0                           | 18                 | 8                  | 3                  | 49    | 13    | 8       |
| Bahia            | 2018      | 18                  | 3                   | 2                   | 4                | 0                | 0                | 4                           | 1                           | 0                           | 17                 | 2                  | 0                  | 45    | 6     | 2       |
| Bahia            | Total     | 73                  | 8                   | 8                   | 6                | 1                | 0                | 4                           | 1                           | 0                           | 35                 | 9                  | 3                  | 120   | 23    | 13      |
| Corinthians      | 2019      | 5                   | 0                   |                     | 1                | 0                |                  | 1                           | 0                           |                             | 0                  | 0                  | 0                  | 7     | 0     |         |
|                  | Total     | 5                   | 0                   |                     | 1                | 0                |                  | 1                           | 0                           |                             | 0                  | 0                  | 0                  | 7     | 0     |         |

- a. ^ Jogos da Copa do Brasil
- b. ^ Jogos da Copa Sul-Americana
- c. ^ Jogos do Campeonato Paulista, Troféu 125 anos de Uberlândia, Campeonato Catarinense, Campeonato Pernambucano, Campeonato Baiano e Copa do Nordeste

## Títulos
Coritiba
- Campeonato Paranaense: 2022

Corinthians
- Campeonato Paulista: 2019

Bahia
- Campeonato Baiano: 2018
- Copa do Nordeste: 2017

## Prêmios individuais

#### Chapecoense
- Seleção do Campeonato Catarinense de Futebol de 2014
- Artilheiro do Campeonato Catarinense de Futebol de 2014 (8 gols)

#### Bahia
- Seleção do Campeonato Baiano de Futebol de 2017
- Craque do Campeonato Baiano de Futebol de 2017
- Seleção da Copa do Nordeste 2017, 2018
- Craque da Copa do Nordeste 2017
- Artilheiro da Copa do Nordeste 2017 (6 gols)